# 1882
Évszázadok: 18. század – 19. század – 20. század
Évtizedek: 1830-as évek – 1840-es évek – 1850-es évek – 1860-as évek – 1870-es évek – 1880-as évek – 1890-es évek – 1900-as évek – 1910-es évek – 1920-as évek – 1930-as évek
Évek: 1877 – 1878 – 1879 – 1880 –  1881 – 1882 – 1883 – 1884 – 1885 – 1886 – 1887

## Események

### Határozott dátumú események
- március 24. – Robert Koch felfedezi a tuberkulózisért felelős kórokozót.
- április 1. – Eltűnik Solymosi Eszter tizennégy éves cselédlány Tiszaeszláron; a helybeli zsidókat rituális gyilkossággal gyanúsítják.[1]
- május 20. – Létrejön a hármas szövetség Németország, az Osztrák–Magyar Monarchia és Olaszország titkos szövetségeként[2]
- július 11. – Az angol flotta bombázza Alexandriát és megszállja a Szuezi-csatorna övezetét.
- augusztus 25. – A britek átveszik a teljes ellenőrzést a Szuezi-csatorna felett.
- szeptember 13. – Az angol hadsereg szétveri az egyiptomi haderőt.
- szeptember 15. – Az angolok megszállják Kairót.
- október 7. – Jan Matejko lengyel festő Lwówban, a galíciai szejm ülésén a lengyel nemzetnek adományozza Porosz hódolat című festményét.
- november 21. – A búrok megalakítják Goosen köztársaságot.

### Határozatlan dátumú események
- az év folyamán
  - Kner Izidor Gyomán megalapítja egyszemélyes könyvnyomtató műhelyét, mely két évtized alatt országos hírű, piacvezető céggé fejlődik.[3]
  - Bláthy Ottó, Déri Miksa és Zipernowsky Károly feltalálták az áram továbbítására alkalmas transzformátort.
  - Megalakul a Német Gyarmatosítási Egyesület.[4]

## Az év témái

### 1882 az irodalomban
- Arany János halála.

### 1882 a zenében
- Kodály Zoltán születése.

### 1882 a tudományban
- Luigi Palmieri olasz geofizikus spektrográffal kimutatja a Nap színképében korábban már felfedezett héliumot a Vezúv lávájában. (Ez a Földön előforduló hélium első felfedezése.)
- február 1. megjelenik Budapesten az első telefonkönyv, 240 előfizető nevével.

### 1882 a vasúti közlekedésben
- március 12. – Megnyílik a Budapest és Újszász közötti vasút.

## Születések
- január 1. – Adorján János, magyar gépészmérnök, a repülés úttörője († 1964)
- január 15. – Zádor István, festőművész, grafikus († 1963)
- január 18.
  - Alan Alexander Milne, író, a Micimackó szerzője († 1956)
  - Szilvássy Pál magyar gazdálkodó, Borsod vármegyei helyi politikus, országgyűlési képviselő (* ?)
- január 21. – Pavel Alekszandrovics Florenszkij, orosz ortodox teológus, filozófus és matematikus († 1937)
- január 24. – Bodor Ödön, atléta, labdarúgó († 1927)
- január 25. – Virginia Woolf, angol író († 1941)
- január 30. - Franklin Roosevelt amerikai elnök († 1945)
- február 1. – Hekler Antal, művészettörténész, régész († 1940)
- február 2. – James Joyce, Nobel-díjas ír költő, író, kritikus († 1941)
- február 3. – Neuber Ede orvos, bőrgyógyász, higiénikus, az MTA tagja († 1946)
- február 26. – Husband Edward Kimmel amerikai ellentengernagy († 1968)
- március 23. – Emmy Noether, német matematikusnő, a modern algebra egyik megalapozója († 1935)
- április 2. – Bárdos Artúr magyar szerző, színházi író, műfordító, igazgató († 1974)
- április 18. – Leopold Stokowski, angol karmester († 1977)
- május 13. – Georges Braque, francia festőművész († 1963)
- május 21. – Joachim Ferenc, festőművész († 1964)
- június 15. – Ion Antonescu, román katonatiszt, diktátor († 1946)
- június 18. – Georgi Dimitrov, bolgár kommunista politikus († 1949)
- június 22. – Somlyó Zoltán, költő, műfordító († 1937)
- június 24. – Nagy István magyar földbirtokos, zalai helyi politikus, országgyűlési képviselő († 1951)
- július 12. – Tóth Péter, kétszeres olimpiai bajnok vívó († 1967)
- július 29. – Kühár István magyarországi szlovén író, népdalgyűjtő († 1915)
- augusztus 19. – Kemény Simon költő, író, újságíró, lapszerkesztő († 1945)
- szeptember 4. – Festetics György magyar földbirtokos, diplomata, politikus, országgyűlési képviselő († 1941)
- szeptember 10. – Gellért Oszkár, költő, újságíró († 1957)
- szeptember 14. – Boczonádi Szabó Imre  magyar miniszteri számvizsgáló, lapszerkesztő, méhész, országgyűlési képviselő († 1969)
- szeptember 17. – Bádonyi Gyula labdarúgó, az első magyar labdarúgó válogatott kapusa († 1944)
- szeptember 22. – Wilhelm Keitel, német tábornok, a német tábornoki törzskar tagja, második világháborús főbűnös († 1946)
- október 2. – Borisz Mihajlovics Saposnyikov szovjet marsall († 1945)
- október 12. – Gulácsy Lajos, festő († 1932)
- október 12. – Harry Liedtke, német színész († 1945)
- október 20. – Lugosi Béla, magyar származású amerikai filmszínész († 1956)
- október 24. – Kálmán Imre, operettszerző († 1953)
- október 29. – Fuchs Jenő, négyszeres olimpiai bajnok vívó († 1954)
- október 30. – Bölöni György, magyar író, újságíró († 1959)
- október 30. – Günther von Kluge német katonatiszt († 1944)
- november 19. – Aurel Vlaicu, román mérnök, feltaláló, a repülés egyik úttörője († 1913)
- november 25. – Szabó Zoltán, magyar botanikus, biológus, a genetika hazai úttörője († 1944)
- december 11. – Max Born német fizikus, 1954-ben nyerte el a fizikai Nobel-díjat a német Walther Bothe társaságában, a szubatomi részecskék viselkedésének statisztikai leírásáért († 1970)
- december 16. – Kodály Zoltán, zeneszerző († 1967)

## Halálozások
- január 1. – Csutor János esperes, plébános, tiszteletbeli kanonok, költő (* 1799)
- március 17. – Dobner Rudolf magyar királyi pénzügyminiszteri osztálytanácsos, költő (* 1844)
- április 3. – Jesse James a vadnyugat egyik leghírhedtebb banditája (* 1847)
- április 19. – Charles Darwin, az evolúcióelmélet atyja (* 1809)
- április 24. – Morten Thrane Esmark(wd) norvég pap és mineralógus (* 1801)
- április 27. – Ralph Waldo Emerson, amerikai esszéíró, költő, unitárius lelkész és a transzcendentalista mozgalom vezetője (* 1803)
- május 6. – Asbóth Lajos honvéd tábornok (* 1803)
- június 2. – Giuseppe Garibaldi, olasz szabadsághős (* 1807)
- június 19. – Anton Šerf, szlovén író, költő, katolikus pap (* 1798)
- július 26. – Vetter Antal, honvéd tábornok (* 1803)
- augusztus 1. – Konek Sándor statisztikus, jogtudós, az MTA tagja (* 1819)
- augusztus 25. – Friedrich Reinhold Kreutzwald észt költő, író, folklorista, az észt nemzeti eposz, a Kalevipoeg összeállítója, az MTA tagja (* 1803)
- október 9. – Dietrich Mihály Gusztáv ezredes (* 1818)
- október 12. – Pomucz György az 1848-49-es magyar szabadságharc honvéd századosa, az amerikai polgárháború címzetes dandártábornoka, majd amerikai diplomata (* 1818)
- október 22. – Arany János, magyar költő (* 1817)
- október 24. – Karl Egon Ebert(wd) német-cseh író, költő (* 1801)
- november 1. – Almásy Pál, politikus, az első népképviseleti országgyűlés alelnöke (* 1818)
- november 11. – Csiky Samu, magyar orvos (* 1811)
- november 12. – Gottfried Kinkel, német költő és művészettörténész (* 1815)
- november 28. – Barlanghy Adorján Vince, magyar premontrei rendi kanonok és főgimnáziumi tanár (* 1841)